# 안치홍
안치홍(安致弘, 1990년 7월 2일 ~ )은 KBO 리그 한화 이글스의 내야수이다.

## 아마추어 시절
유연한 손목 힘으로 고교 스카우트들의 주목을 받았다. 2006년에 아버지의 모교인 서울고등학교에 입학했고, 2학년 때인 2007년부터 주전 유격수로 활약했다. 2007년 대통령배 고교 야구 대회에서 타격감이 절정에 달했고, 결승전에서 광주제일고등학교의 3학년 에이스였던 정찬헌을 상대로 연타석 홈런을 기록하는 등 타격 3관왕을 달성하며 프로 스카우트들의 눈길을 끌었다. 3학년 때 팀의 주장으로 활약했지만 우승은 하지 못했다. 2008년에 제 23회 세계청소년야구선수권대회 국가대표로 선출됐다.

## KIA 타이거즈시절
2009년 한국프로야구 신인 드래프트에서 2차 1라운드로 지명을 받아 입단했다.

### 2009년
7월 2일 삼성전에서 시즌 9~10호 홈런을 쳐 내 두 자릿수 홈런을 달성했고, 역대 4번째 고졸 신인 두 자릿수 홈런을 기록했다. 하지만 이런 활약에도 불구하고 그 해 세이브왕을 차지한 이용찬에게 밀려 신인왕 수상에 실패했다.
2009년에 입단한 고졸 신인으로서는 처음으로 올스타 베스트 10에 선정됐는데 특히 그가 득표한 693,565표는 올스타 팬 투표 최다 득표자인 김현수의 761,290표에 이은 두 번째로 높은 득표수였다. 또한 신인이 올스타 베스트 10에 선정된 것은 12년 만이며 고졸 신인 선수로 역대 최연소(19세 23일) 올스타전 출전이었다.
7월 25일 올스타전에서 고효준을 상대로 홈런을 쳐 냈다. 이 홈런은 역대 최연소(19세 23일) 올스타전 홈런이었으며 웨스턴 리그의 완승에 기여했다. 그는 기자단 투표수 67표 중 36표를 득표해 고졸 신인 최초이자 역대 최연소(19세 23일)로 올스타전 MVP에 선정됐다.
10월 24일 한국시리즈 7차전에서 한국시리즈 최연소 홈런을 기록했다. 이 홈런으로 추격의 발판을 마련했고, 채병용을 상대로 나지완이 끝내기 홈런을 쳐 내며 12년 만에 우승을 차지했다.
그의 활약에 힘입어 연봉이 200% 상승했고, 팀 내 타자 최고 연봉 인상률을 경신했다.

### 2011년
시즌 115경기에 출전해 3할대 타율, 5홈런, 46타점을 기록햇고, 2루수 부문 골든글러브를 수상했다.

### 2012년
시즌 132경기에 출전해 2할대 타율, 3홈런, 64타점을 기록했다.

### 2013년
시즌 118경기에 출전해 2할대 타율, 3홈런, 39타점을 기록했다.

### 2014년
시즌 126경기에 출전해 3할대 타율, 147안타, 18홈런으로 커리어 하이를 기록해 2루수 중 서건창 다음으로 좋은 성적을 냈음에도 불구하고 아시안 게임 국가대표에 승선하지 못했다. 그 후 경찰 야구단에 입대하였다.
입대 후 그의 등번호 8번은 당시 감독이었던 김기태가 임시 결번으로 지정했다.

## 경찰 야구단시절
2014년 시즌 후 롯데 자이언츠의 전준우와 함께 입단했다. 그는 전준우에게 등번호 8번을 양보하고 13번을 달았다.

## KIA 타이거즈복귀
2016년 9월 3일에 전역했고, 9월 4일에 1군 엔트리에 등록됐다.
복귀 후 주전으로 활동했고, 전역 후 첫 풀 타임 시즌인 2017년에 키스톤 콤비인 김선빈과 맹활약하며 팀의 통합 우승을 이끌어냈다. 2018년에는 3할대 타율, 23홈런을 치며 좋은 활약을 보였고, 2019년에 주장을 맡았다.

## 롯데 자이언츠시절
2019년 시즌 후 FA 자격을 얻었고, 2020년 1월 6일 2+2년간 최대 56억원에 계약을 맺고 이적했다.

## 한화 이글스시절
2023년 시즌 후 FA 자격을 얻었고, 2023년 11월 20일에 4+2년 총액 72억원에 이적했다.

## 주요 기록

### 아마추어 시절
- 제 41회 대통령배 전국고교야구대회 3관왕

## 출신 학교
- 구지초등학교 (구리리틀)
- 대치중학교
- 서울고등학교

## 별명
- 안타를 못 치면 '안쳐용'이라고 불린다.

## 통산 기록
| 연도 | 팀명   | 타율  | 경기 | 타수 | 득점 | 안타 | 2루타 | 3루타 | 홈런 | 루타 | 타점 | 도루 | 도실 | 볼넷 | 사구 | 삼진 | 병살 | 실책 |
| ---- | ------ | ----- | ---- | ---- | ---- | ---- | ----- | ----- | ---- | ---- | ---- | ---- | ---- | ---- | ---- | ---- | ---- | ---- |
| 2009 | KIA    | 0.235 | 123  | 371  | 53   | 87   | 13    | 4     | 14   | 150  | 38   | 8    | 5    | 32   | 2    | 103  | 10   | 11   |
| 2010 | KIA    | 0.291 | 133  | 461  | 79   | 134  | 21    | 3     | 8    | 185  | 50   | 18   | 5    | 49   | 7    | 96   | 12   | 9    |
| 2011 | KIA    | 0.315 | 115  | 378  | 54   | 119  | 21    | 4     | 5    | 163  | 46   | 9    | 4    | 33   | 3    | 55   | 13   | 9    |
| 2012 | KIA    | 0.288 | 132  | 489  | 60   | 141  | 31    | 2     | 3    | 185  | 64   | 20   | 3    | 42   | 6    | 74   | 12   | 11   |
| 2013 | KIA    | 0.249 | 118  | 414  | 56   | 103  | 15    | 0     | 3    | 127  | 39   | 16   | 1    | 52   | 6    | 74   | 13   | 8    |
| 2014 | KIA    | 0.339 | 126  | 434  | 65   | 147  | 31    | 2     | 18   | 236  | 88   | 19   | 6    | 33   | 6    | 65   | 11   | 9    |
| 2016 | KIA    | 0.222 | 10   | 36   | 3    | 8    | 2     | 0     | 0    | 10   | 1    | 0    | 0    | 5    | 0    | 8    | 2    | 0    |
| 2017 | KIA    | 0.316 | 132  | 487  | 95   | 154  | 29    | 2     | 21   | 250  | 93   | 7    | 0    | 43   | 4    | 70   | 19   | 13   |
| 2018 | KIA    | 0.342 | 130  | 494  | 88   | 169  | 38    | 1     | 23   | 278  | 118  | 5    | 1    | 36   | 10   | 57   | 13   | 8    |
| 2019 | KIA    | 0.315 | 105  | 362  | 45   | 114  | 18    | 1     | 5    | 149  | 49   | 4    | 2    | 40   | 1    | 37   | 9    | 11   |
| 2020 | 롯데   | 0.286 | 124  | 412  | 49   | 118  | 28    | 0     | 8    | 170  | 54   | 14   | 3    | 35   | 7    | 47   | 11   | 14   |
| 2021 | 롯데   | 0.306 | 119  | 421  | 58   | 129  | 30    | 2     | 10   | 193  | 82   | 3    | 6    | 52   | 3    | 58   | 10   | 10   |
| 2022 | 롯데   | 0.284 | 132  | 493  | 71   | 140  | 27    | 3     | 14   | 215  | 58   | 7    | 2    | 51   | 5    | 52   | 13   | 12   |
| 2023 | 롯데   | 0.292 | 121  | 425  | 57   | 124  | 20    | 1     | 8    | 170  | 63   | 3    | 3    | 49   | 10   | 53   | 14   | 4    |
| 통산 | 14시즌 | 0.297 | 1620 | 5677 | 833  | 1687 | 324   | 25    | 140  | 2481 | 843  | 133  | 41   | 552  | 70   | 849  | 162  | 129  |

- 빨간 글씨는 한국 프로야구 역사상 최고 기록
- 굵은 글씨는 해당 시즌 최고 기록

## 참고 자료
- 프로야구 KIA, 안치홍 등 신인 2차지명 선수 9명과 계약 마무리 《데일리안》, 2008년 9월 18일